# Nathampannai
Nathampannai è una suddivisione dell'India, classificata come town panchayat, di 6.398 abitanti, situata nel distretto di Pudukkottai, nello stato federato del Tamil Nadu. In base al numero di abitanti la città rientra nella classe V (da 5.000 a 9.999 persone).

## Geografia fisica
La città è situata a 10° 24' 33 N e 78° 47' 28 E.

## Società

### Evoluzione demografica
Al censimento del 2001 la popolazione di Nathampannai assommava a 6.398 persone, delle quali 3.179 maschi e 3.219 femmine. I bambini di età inferiore o uguale ai sei anni assommavano a 757, dei quali 375 maschi e 382 femmine. Infine, coloro che erano in grado di saper almeno leggere e scrivere erano 4.602, dei quali 2.518 maschi e 2.084 femmine.